# Stora Kroktjärnen (Dals-Eds socken, Dalsland)
Stora Kroktjärnen är en sjö i Dals-Eds kommun i Dalsland och ingår i Enningdalsälvens huvudavrinningsområde. Stora Kroktjärn ligger i Trestickla-Boksjön Natura 2000-område.